# محوطه اطراف قلعه دبک
محوطه اطراف قلعه دبک مربوط به سده‌های متاخر دوران‌های تاریخی پس از اسلام است و در شهرستان سرباز، بخش پیشین، دهستان جکیگور، سه راهی جکیگور، ۸۰۰ متری شمال روستای بافتان، ضلع جنوبی رودخانه سرباز واقع شده و این اثر در تاریخ ۲۶ اسفند ۱۳۸۷ با شمارهٔ ثبت ۲۵۸۸۹ به‌عنوان یکی از آثار ملی ایران به ثبت رسیده است.